# Jaim Bar-Lev
Jaim «Kidoni» Bar-Lev (Viena, 16 de noviembre de 1924-Tel Aviv, 7 de mayo de 1994) fue un militar, político y diplomático israelí, quien fue el 8.º Ramatcal de las Fuerzas Armadas de Israel y uno de los estrategas más destacados del país hebreo. La línea Bar Lev lleva su nombre.

## Biografía

### Inicios
Nació en 1924 en Viena, Austria, con el nombre de Haim Brotzlewsky, hijo de Menájem y Débora, siendo el segundo de tres hijos. Poco antes de cumplir los 5 años, la familia se trasladó a Zagreb, Yugoslavia (actualmente capital de Croacia) por negocios de su padre, quien llegó a ser uno de los líderes de la industria textil yugoslava. Allí, Bar Lev ingresó en el Hashomer Hatzair, y tenía planes de estudiar veterinaria. No obstante, en 1939, con casi 15 años, inmigró solo a Eretz Israel (la Palestina británica), donde estudió agricultura. Su familia le siguió al poco tiempo, después de que en diciembre de 1939 un par de barcos con 1200 judíos refugiados de Austria y Alemania arribaran a Kladovo, en la frontera Serbia con Rumanía (a orillas del Danubio). Las historias contadas por sus expatriotas austríacos les inculcaron la urgencia de la aliyá y de la causa sionista.

### Vida militar
Entre 1942 y 1948, Bar-Lev sirvió en varias unidades de Defensa Judía, tales como el Palmaj durante el Mandato británico de Palestina. Fue piloto y paracaidista, lo que le serviría más adelante para desarrollar en ambas ramas militares a los jóvenes de las Fuerzas de Defensa de Israel.
En 1946 Bar-Lev envió comandos paracaidistas al Puente Allenby, cerca de Jericó, para evitar que las milicias árabes de Transjordania penetrasen en ciudades judías al oeste del río Jordán.

### Guerra de Independencia de Israel
Durante la guerra de independencia de Israel en 1948, Bar-Lev fue coronel y comandante del Octavo batallón (mecanizado) en la Brigada del Negev, que luchó en el norte del Sinaí.

### Guerra del Suez
Durante la guerra de Suez de 1956, el Coronel Bar-Lev comandó la 27.ª Brigada Armada, que capturó la Franja de Gaza, antes de girar al sudoeste y alcanzar el Canal de Suez. En 1962 fue el Comandante del Comando Norte. Posteriormente, pasó a ser Director de Operaciones dentro de las Fuerzas de Defensa de Israel (FDI).

### Guerra de los seis días
En la Guerra de los Seis Días (junio de 1967) sirvió como Comandante en Jefe de las FDI.

### Guerra de desgaste

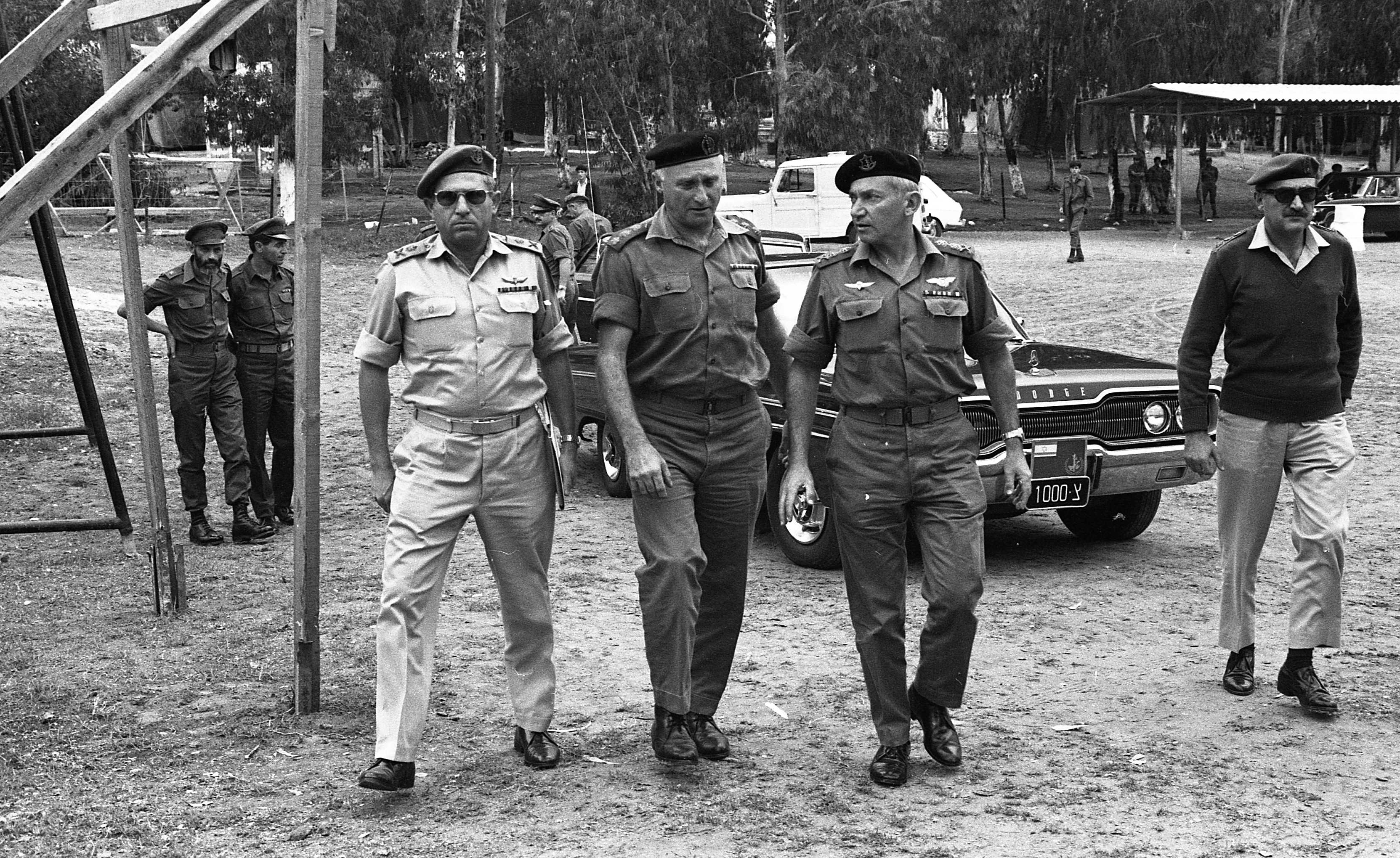
Haim Bar-Lev visitando el Bakum, 1968

En 1968 aceptó comandar la creación de una duna de arena de gran altura que se construyó a lo largo del lado oriental del Canal de Suez para evitar que los militares egipcios observen las defensas israelíes a lo largo del Canal de Suez. Detrás de la duna de arena, una línea de fortificaciones fijas fue construida. Ésta fue conocida como la Línea Bar-Lev.
Entre 1968 y 1971, Bar-Lev sirvió a las FDI como General en Jefe de las FDI.

### Guerra de Yom Kipur
Durante la guerra de Yom Kipur (octubre de 1973), aunque estuvo retirado del ejército sirviendo como ministro de Comercio e Industria de Israel, la Primera Ministro Golda Meir lo llamó y lo reinsertó nuevamente dentro de servicio militar para substituir a Shmuel “Gorodish” Gonen como jefe del comando meridional, que defendió el Sinaí.
Bar-Lev jugó un rol fundamental en la guerra. Antes de su llegada, el frente sur era un desastre, al punto de quedar muy cerca del colapso total, y Gonen estaba demostrando ser incapaz de tomar de manera efectiva el control de la situación. Bar-Lev inmediatamente tomó el mando y trabajó por la estabilización del frente. Sus habilidades de negociador y de un perceptivo político le probaron ser habilidades instrumentales en el control de sus generales en el frente quienes se mostraban reticentes entre sí al tratarse de imponerse entre ellos sus concepciones de la guerra, compitiendo unos contra otros, ateniéndose a él cómo era posible desembocar la guerra hacia el sur. El gran efecto que tuvo la llegada de Bar-Levi en el caótico comando del frente de guerra sur ha sido descrito por el diputado Gorodista, Uri Ben-Ari, en un testimonio (traducido del hebreo) para el Departamento de Historia del Tzahal:

Bar-Lev nos brindó la calma a todos. Ya existía por fin la impresión que realmente había un gran comandante a cargo en el frente. Este sentimiento se esparció entre nosotros y, posteriormente, en el campo de batalla mediante las comunicaciones de radio, como si se propagara un incendio. Bar-Lev a su vez mantuvo la calma entre los Gorodistas. Antes de su llegada, las reuniones del mando general eran de un griterío unilateral, proveniente sólo de las bocas de los Gorodistas. Bar-Levi instituyó un orden en las doctrinas de trabajo. Nadie controvirtió su autoridad. La nación le debe mucho de su gloria. El "Dovaleh" volvería a ser realmente una "habitación de guerra", una entidad realmente organizada y departamentalizada. Ninguno que [no perteneciere allí] era autoruzado a ingresar a ese cuarto. La serenidad descendió sobre el cuarto de operaciones. Los oficiales del comando general cambiaron y para mejor, llevando a cabo sus asignaciones de manera más coordinada y ordenada. Siempre que él llegaba, el tono de voz de (Arik.) se cambiaba.

Una vez el frente fue estabilizado, Bar-Lev dirigió al Mayor General Adan hacia la ofensiva, y le animó a iniciar el plan para una invasión alrededor del Canal del Suez en territorio egipcio y justo al norte del Gran Lago Salado. Fue el General Ariel Sharón quien tuvo que liderar la exitosa "invasión de Egipto" cuando lideraba el desembarco e invasión de territorio africano por primera vez en la historia del Tzahal y al lograrlo, encerró completamente al tercer Ejército egipcio, con lo que su destino quedó totalmente en manos de Israel, un hecho que aceleraría la negociación de un cese de hostilidades por parte de los árabes.

### Labores posteriores
Bar-Lev permaneció como ministro de Industria y comercio hasta que el gobierno laborista salió derrotado y fuera reemplazado por el partido Likud bajo el liderazgo de Menachem Begin en 1977. Desde 1977 hasta 1984 sirvió como Secretario General del partido y como miembro de la Knesset. Cuando el Partido Laborista Israelí formó un gobierno de unidad nacional entre 1984 y 1990 Bar-Lev sirvió como ministro de la policía como miembro del "gabinete interino". Se retiró de la Knesset para cuando se llevaban a cabo las elecciones de 1992. Entre 1992-1994, durante el segundo gobierno de Rabin Bar-Lev sirvió en Moscú como el embajador de Israel en Rusia.

## Muerte
Falleció en Tel Aviv el 7 de mayo de 1994.